# Miroslav Koranda
Miroslav Koranda (Praga, 6 novembre 1934 – 6 ottobre 2008) è stato un canottiere cecoslovacco.
In rappresentanza della Cecoslovacchia ha vinto la medaglia d'oro olimpica nel canottaggio alle Olimpiadi di Helsinki 1952 nella gara di quattro con maschile.
Ha preso parte anche alle Olimpiadi 1956.